# Michael Krohn-Dehli
Michael Krohn-Dehli, född 6 juni 1983, är en dansk fotbollsspelare som spelar för det spanska La Liga-laget Deportivo la Coruña. 
Krohn-Dehli åkte som tonåring till Ajax ungdomsakademi, men flyttade efter ett par år till RKC Waalwijk, där han debuterade i Eredivisie år 2004. Två år senare återvände han till Ajax, men lånades ut till Sparta. 
Sommaren 2008 meddelade Brøndby att man värvat Krohn-Dehli från Ajax.  Han gjorde årets mål i dansk fotboll 2010 och utsågs till årets spelare i Brøndby IF såväl 2010 som 2011. Efter fyra säsonger i Brøndby såldes Krohn-Dehli i augusti 2012 till spanska La Liga-laget Celta Vigo. 
Michael Krohn-Dehli debuterade i danska landslaget hösten 2006. I Europamästerskapet 2012 gjorde han mål mot Holland i lagets första match. Även i den tredje matchen, mot Tyskland, blev han målskytt.